# Wallenia purdieana
Wallenia purdieana är en viveväxtart som beskrevs av Carl Christian Mez. Wallenia purdieana ingår i släktet Wallenia och familjen viveväxter. Inga underarter finns listade i Catalogue of Life.